# 1321
| [ Edytuj tabelę ]                          |                                                                           |
| Król Polski                                | - 1320 Władysław I Łokietek 1333                                          |
| Król Albanii                               | - 1301 Filip I 1332                                                       |
| Współksiążęta Andory                       | - 1309 Ramon Trebailla 1326 - 1315 Gaston II 1343                         |
| Król Angkoru                               | - 1307 Idradżajawarman 1327                                               |
| Król Anglii                                | - 1307 Edward II 1327                                                     |
| Król Aragonii i Walencji, hrabia Barcelony | - 1291 Jakub II Sprawiedliwy 1327                                         |
| Margrabia Brandenburgii                    | - 1320 Ludwik 1351                                                        |
| Książę Burgundii                           | - 1315 Eudes IV 1349                                                      |
| Książę Dolnej Bawarii                      | - 1309 Otto IV 1334 - 1309 Henryk XIV Bawarski 1339 - 1312 Henryk XV 1333 |
| Książę Górnej Bawarii                      | - 1294 Ludwik III 1340                                                    |
| Cesarz Bizancjum                           | - 1282 Andronik II Paleolog 1328                                          |
| Car Bułgarii                               | - 1300 Teodor Swetosław 1322                                              |
| Cesarz Chin                                | - 1321 Yingzong 1323                                                      |
| Król Cypru                                 | - 1310 Henryk II 1324                                                     |
| Król Czech                                 | - 1310 Jan Luksemburski 1346                                              |
| Król Danii                                 | - 1320 Krzysztof II 1326                                                  |
| Władca Egiptu                              | - 1310 An-Nasir Muhammad 1341                                             |
| Cesarz Etiopii                             | - 1314 Amde Tsyjon I 1344                                                 |
| Król Francji                               | - 1316 Filip V Wysoki 1322                                                |
| Król Gruzji                                | - 1314 Jerzy V Wspaniały 1346                                             |
| Hrabia Holandii                            | - 1304 Wilhelm III 1337                                                   |
| Cesarz Japonii                             | - 1318 Go-Daigo 1339                                                      |
| Kalif                                      | - 1302 Al-Mustakfi I 1340                                                 |
| Król Kastylii i Leónu                      | - 1312 Alfons XI 1350                                                     |
| Patriarcha Konstantynopola                 | - 1320 Gerazym I 1321                                                     |
| Władca Korei                               | - 1313 Ch’ungsuk 1330                                                     |
| Wielki książę litewski                     | - 1316 Giedymin 1341                                                      |
| Cesarz Majapahitu                          | - 1309 Dżajanegara 1328                                                   |
| Sułtan Maroka                              | - 1310 Abu Said Usman II 1331                                             |
| Książę Mediolanu                           | - 1311 Matteo I Wielki 1322                                               |
| Książę Moskwy                              | - 1303 Jerzy Daniłowicz 1325                                              |
| Król Nawarry                               | - 1316 Filip II 1322                                                      |
| Król Norwegii                              | - 1319 Magnus Eriksson 1355                                               |
| Hrabia Palatynatu                          | - 1317 Adolf Wittelsbach 1327                                             |
| Papież                                     | - 1316 Jan XXII 1334                                                      |
| Król Portugalii                            | - 1279 Dionizy I 1325                                                     |
| Książę Rusi halickiej                      | - 1308 Andrzej II 1323 - 1308 Lew II 1323                                 |
| Cesarz Rzymski (niemiecki)                 | - 1314 Ludwik IV Bawarski 1347                                            |
| Książę Saksonii                            | - 1298 Rudolf I 1356                                                      |
| Kapitanowie Regenci San Marino             | - 1321 Venturuccio di Giannuccio 1321                                     |
| Król Serbii                                | - 1282 Stefan Urosz II 1321 - 1321 Stefan Urosz III 1331                  |
| Król Szkocji                               | - 1306 Robert I 1329                                                      |
| Król Szwecji                               | - 1319 Magnus Eriksson 1363                                               |
| Sułtan Turków                              | - 1299 Osman I 1324                                                       |
| Doża Wenecji                               | - 1312 Giovanni Soranzo 1328                                              |
| Król Węgier                                | - 1308 Karol Robert 1342                                                  |
| Wielki mistrz zakonu krzyżackiego          | - 1311 Karl Bessart von Trier 1324                                        |

Rok 1321 / MCCCXXI
stulecia: XIII wiek ~
XIV wiek ~
XV wiek

lata: 1311 «
1316 «
1317 «
1318 «
1319 «
1320 «
1321
» 1322
» 1323
» 1324
» 1325
» 1326
» 1331

## Wydarzenia w Polsce
- 9 lutego – zakończył się sąd papieski mający rozsądzić sprawę zaboru Pomorza Gdańskiego przez Krzyżaków.
- 10 lutego – w Inowrocławiu sąd papieski nakazał Krzyżakom zwrot Pomorza Gdańskiego. Zakon został zobowiązany do zwrotu zagarniętej ziemi oraz wypłaty odszkodowania w wysokości 30000 grzywien.
- miał miejsce najazd litewski na Dobrzyńskie[1].
- Najstarsza wzmianka o wsi Bobrowniki na Ziemi Dobrzyńskiej.

## Wydarzenia na świecie
- Założono Uniwersytet we Florencji.

## Zdarzenia astronomiczne
- 26 czerwca – całkowite zaćmienie Słońca, widoczne w Polsce[2].

## Zmarli
- 10/12 stycznia – Maria Brabancka, królowa Francji (ur. 1256)
- 18 marca – Mateusz Czak, węgierski możnowładca (ur. ok. 1262)
- 20 kwietnia – Gerazym I, patriarcha Konstantynopola (ur. ?)
- 13 lub 14 września – Dante Alighieri, poeta włoski, protoplasta humanizmu, autor Boskiej komedii (ur. 1265)
- 27 listopada – Kunegunda Czeska – królewna czeska (ur. w styczniu 1265)
- data dzienna nieznana:
  - 1320/1321 – Bolesław Oleśnicki, książę Oleśnicy z dynastii Piastów (ur. 1293–1296)